# Chiesa di San Giovanni Battista (Campobello di Licata)
La chiesa di San Giovanni Battista o santuario della Madonna dell'Aiuto è la chiesa madre di Campobello di Licata.

## Culto
San Giovanni battista Patrono
Nell'estate 1681 la chiesa venne intitolata a San Giovanni battista per volere del Barone Raimondo Raimondetta San Martino (Barone di Campobello) che volle, un po' per omaggiare il grande santo e un po' perché questo nome onorava la memoria di suo padre e del suo casato, che per il paese nascente venisse eletto patrono San Giovanni Battista. La statua del patrono, posta nell'altare della navata destra, è stata realizzata nel 1826 dallo scultore Girolamo Bagnasco
Il 24 Giugno di ogni anno il paese festeggia il suo patrono con la messa solenne e la processione del simulacro per le vie cittadine.
Madonna dell'Aiuto Regina e la Rietina
Nel 1737, la devozione alla Madonna Ausiliatrice si diffuse tra i 1300 contadini che abitavano il feudo che a seguito della fine della peste e di una miracolosa guarigione attribuita per grazia ricevuta da un quadretto raffigurante la Madonna,(tutt'oggi conservato in chiesa Madre) si richiese che Maria Santissima dell'Aiuto potesse essere venerata come protettrice del popolo di Campobello. Il Duca di Montalbo concesse dieci giorni di fiera e il primo festeggiamento fu fatto in quell'anno stesso (1737). Fino alla prima metà del 1900 venivano devoti da altri paesi, specialmente da Pietraperzia. In occasione della festa della Madonna dell'Aiuto, chi possedeva un cavallo (cioè i ricchi) partecipava ad una gara. Essa consisteva in una cavalcata con partenza dall'attuale via Edison. I concorrenti cavalcavano i cavalli senza sella, spronandoli a forti velocità. Nel centro della piazza era esposta la Statua della Madonna;tutti i Cavalieri, passando davanti ad essa, si mettevano in piedi sul cavallo come una forma di saluto alla Vergine,tenendo il cavallo con le redini ("rietini", da cui forse il nome della manifestazione). Tale esibizione talvolta, si concludeva in maniera tragica. Il Cavaliere che arrivava per primo in piazza riceveva "la Bannera" (stendardo raffigurante la Madonna), ed aveva diritto a partecipare alla processione insieme ai Prelati e le autorità. Dopo la gara tutti i concorrenti portavano il frumento, offerto alla Madonna. La statua della Madonna dell'Aiuto, posta sull'altare maggiore, è stata realizzata tra il 1770 e il 1780 dallo scultore Filippo Quattrocchi. In Chiesa Madre tra il 15 agosto e il 12 ottobre 1947 avvenne un congresso mariano che vide un importante tappa della storia della chiesa; Il 7 settembre la Chiesa Madre venne elevata a Santuario e la Madonna dell'Aiuto venne incoronata Regina di Campobello.
La penultima Domenica di Agosto ricorre la festa della Madonna dell'Aiuto che vede la messa solenne e la processione del Simulacro su un carretto Siciliano per le vie cittadine. 
Il giorno dopo,Lunedì, avviene la più grande sfilata di carretti siciliani, la Rietina. Grande sfilata folkloristica di carretti siciliani, trainati da cavalli dalle ricche bardature. Durante la sfilata avviene l'asta della "Bannera", che va al miglior offerente. La sfilata si conclude in Piazza XX Settembre con la premiazione.

## Storia

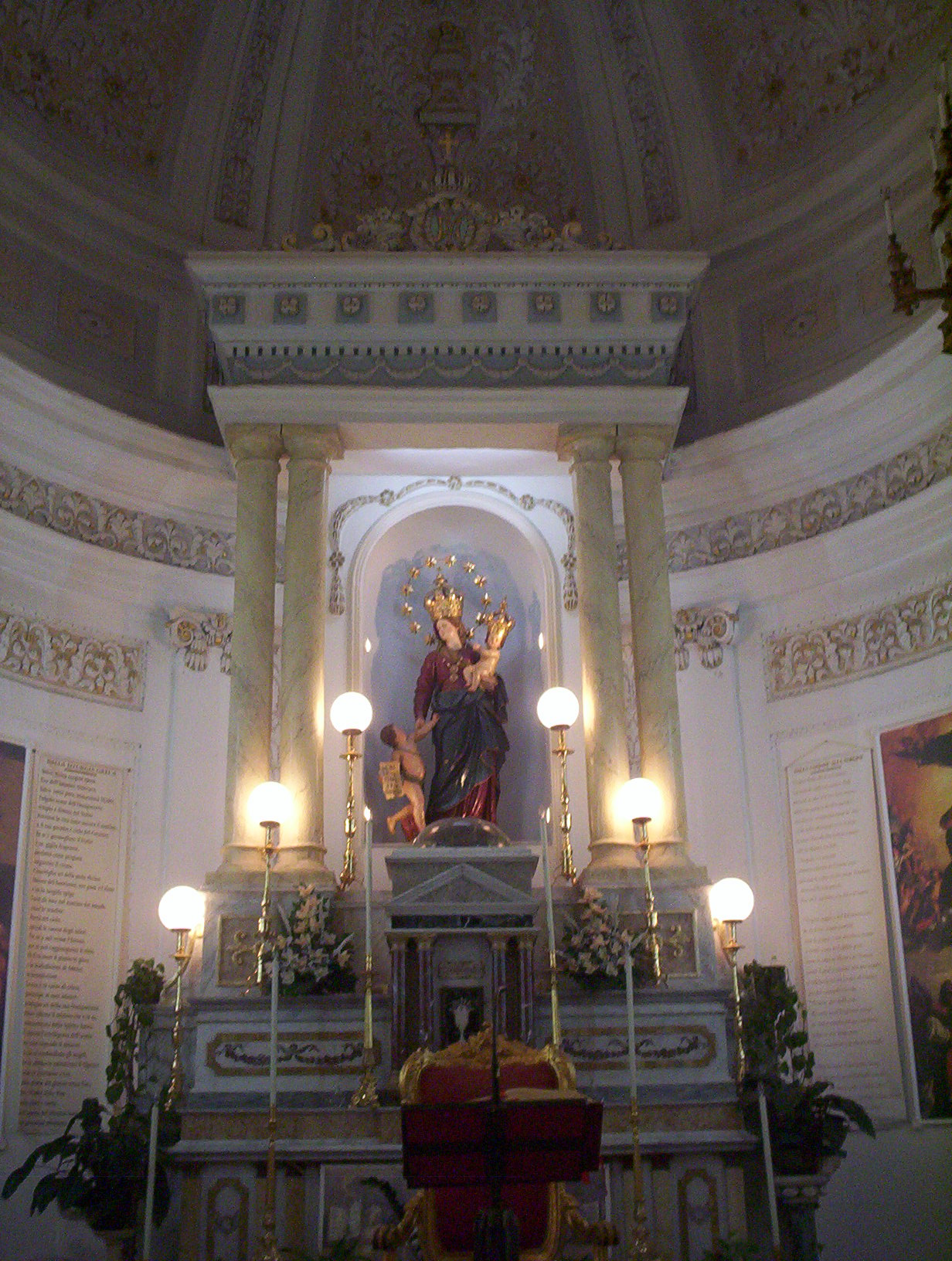
L'altare maggiore con, al centro, la statua della Madonna dell'Aiuto, opera del Quattrocchi.

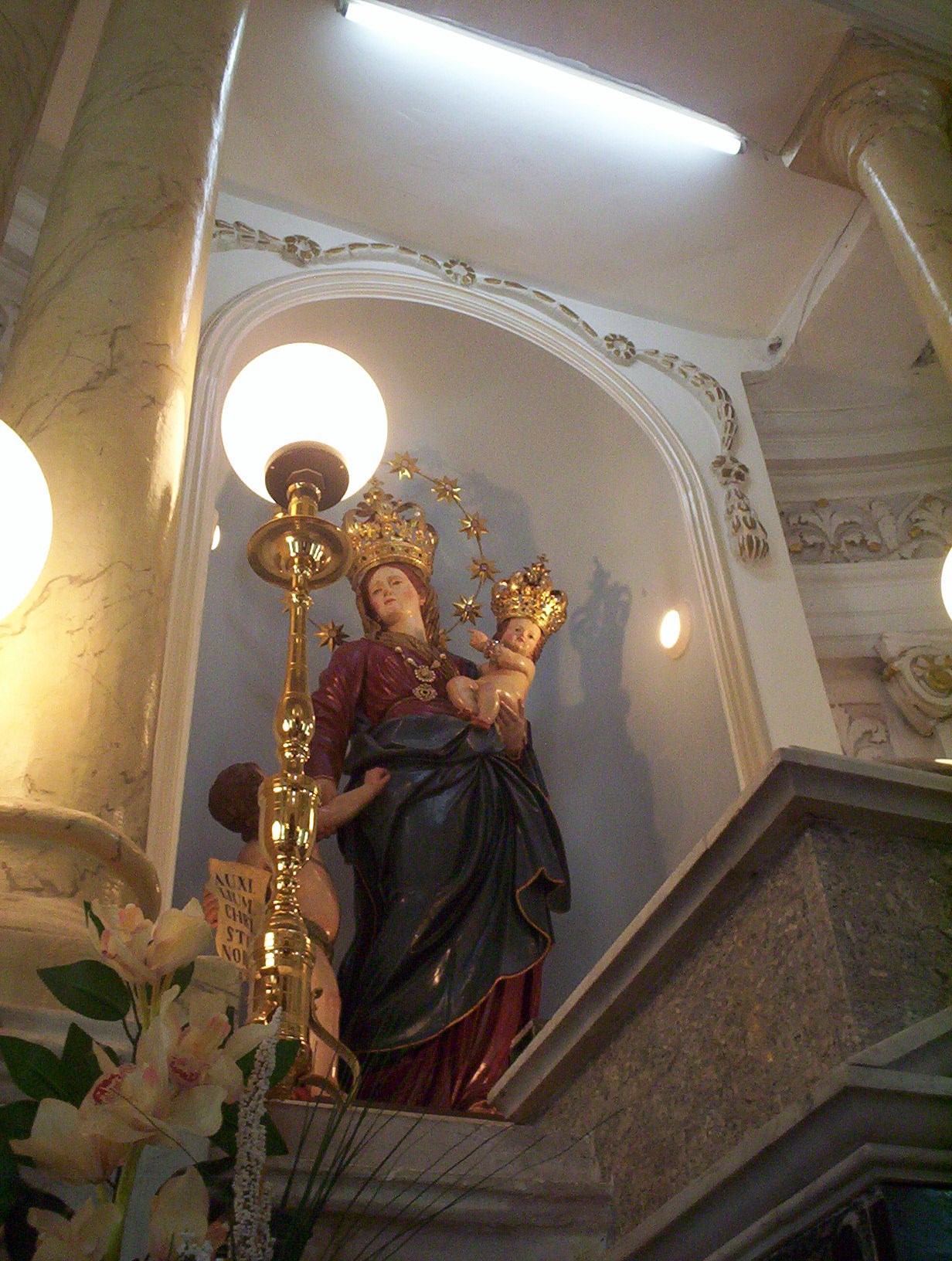
Statua della Madonna dell'Aiuto: particolare.

### Epoca spagnola
Fondazione del primitivo tempio nel 1681 da parte di Raimondo Raimondetta duca di Montalbo, dedicato a San Giovanni Battista protettore dei Cavalieri gerosolimitani.

### Epoca borbonica
Nel 1757, Andrea Lucchesi Palli, vescovo di Agrigento, in visita pastorale a Campobello, constatò che i lavori di ampliamento della chiesa madre erano in fase avanzata di realizzazione. 
Nel 1758, la chiesa fu costituita in parrocchia, nello stesso anno elevata ad arcipretura. Nel 1760 fu inaugurata nel nome di Maria Ausiliatrice o Madonna dell'Aiuto. 
Completata nel 1798, come testimonia un'iscrizione posta sul tamburo della cupola interna e visibile dalla navata centrale.

### Epoca contemporanea
Il 5 settembre 1947, per opera di Giovanni Battista Peruzzo, arcivescovo dell'arcidiocesi di Agrigento, il tempio fu elevato a santuario con l'incoronazione della Madonna dell'Aiuto a Regina di Campobello.

## Facciata
I lavori per la costruzione della facciata iniziarono nel 1869,gli operai e scalpellini forestieri venuti per la costruzione della strada ferrata, i cosiddetti "mussa luordi", collaborano con nostre maestranze specializzate per l'intaglio delle pietre. 
La facciata si presenta di un rinascimentale sicilianizzato, assai comune in quel tempo Sicilia, di una certa purezza e imponenza. Assume nella storia un particolare significato simbolico e tipologica, come parte immediatamente visibile e tipicamente rappresentativa;la sua partizione orizzontale accompagna naturalmente le differenti altezze delle navate interne, quella verticale segue anch'essa il ritmo delle navate per infittirsi in quella centrale, lasciando spazio al portale principale. È caratterizzata da un forte slancio verticale, segnato incisivamente dall'infittirsi dell'ordine delle lesene verso l'asse centrale della composizione, divisa orizzontalmente in tre fasce di diverse dimensioni, presenta quindi tre ordini, il secondo dei quali di minore altezza. 
Tutta la composizione sembra voler avanzare verso la piazza antistante a causa del doppio piano della facciata, che risulta spezzata in tre corpi anche in verticale ;l'uso di colonne ioniche da' senso di leggerezza alla struttura, ed elementi decorativi, vasi con fiamme, terminano il bordo di ogni ordine, fino a culminare nel campanile e al timpano soprastante che, bucato al centro dall'orologio, termina la struttura. 
Nel 1875 venne completato il campanile e l'orologio. Il campanile venne munito della campana centrale e di quella mezzana di levante, entrambe recano scritto "Fonderia Mario Virgigadamo-Burgio-1869",la terza più piccola posta a ponente porta questa scritta "Vincenzo Benedettida Rieti-fuse 1891".

## Interno
Impianto basilicale è a croce latina, struttura interna ripartita in tre navate per mezzo di pilastri. Nella navata centrale è stato recentemente installato un organo a canne.
La piccola e antica tela raffigurante la Vergine, oggetto di culto ed esposta alla venerazione dei fedeli nella primitiva chiesetta, fu sostituita con una maestosa ed artistica statua di legno raffigurante la Madonna dell'Aiuto, opera dello scultore Filippo Quattrocchi realizzata nel periodo compreso tra il 1770 e il 1780.
Al suo interno è custodita una Madonna delle Grazie, manufatto marmoreo, opera della scuola del Gagini risalente al XVI secolo ad imitazione della Madonna di Trapani. Un Crocifisso ligneo del XVIII secolo. Una statua raffigurante San Giovanni Battista, opera di Girolamo Bagnasco, realizzata nel 1826.
- XVII secolo, Auxlium Christianorum, dipinto su tela, opera recentemente attribuita al pittore Giuseppe Salerno, detto lo "Zoppo di Gangi".

Le navate laterali comprendono 5 campate ciascuna, gli ambienti:
- Cappella di San Giuseppe: gli ipogei ospitano la cripta.
- Cappella di San Giovanni Battista.
- Cappella di Sant'Antonio di Padova.
- Cappella di Nostra Signora del Rosario.
- Cappella del Santissimo Crocifisso.